# Château de Carrouges
Pour les articles homonymes, voir Carrouges (homonymie).
Le château de Carrouges est une place forte du XIVe siècle, plusieurs fois remaniée (pavillon du cardinal Le Veneur, bastion ouest fortifié au temps des guerres de Religion, grands appartements notamment), réaménagé au XVIIIe siècle et restauré après 1944, qui se dresse sur le territoire de la commune française de Carrouges dans le département de l'Orne, en région Normandie.
Le château, géré par le centre des monuments nationaux, est classé au titre des monuments historiques.

## Localisation
Le château est situé sur la commune de Carrouges, dans le département français de l'Orne.
Le château primitif devait se trouver du côté du village, dans le secteur du presbytère, près de l'église, au sommet de la colline. Le château actuel a été construit en contrebas du bourg, dans une plaine autrefois marécageuse.
Le site fut occupé probablement depuis l'antiquité ; Carrouges dérive du latin quadrivium (carrefour) ce qui laisse supposer qu'ici se croisait les voies romaines reliant Lisieux à Jublains et Avranches à Sées. Quoi qu'il en soit le château primitif, attesté pour la première fois en 1136, faisait partie du réseau de places fortes surveillant la frontière du duché de Normandie avec le comté du Maine.

## Historique

Blason de Carrouges.

D'abord oppidum défensif (place forte en hauteur) situé à la frontière méridionale du duché normand de Guillaume le Conquérant, vainement assiégé par les Plantagenêts en 1136 et détruit au début de la guerre de Cent Ans, il fut reconstruit dans la vallée au milieu des étangs entre Maine et Normandie par les seigneurs de Carrouges qui se le virent confisquer pour insurrection par le roi d'Angleterre[réf. nécessaire]. Orderic Vital, moine-historien, contemporain des événements, raconte qu'en 1136, Geoffroy Plantagenêt, comte d'Anjou, après trois jours de siège s'empare de la forteresse de Carrouge (Quadrugias oppidum).
C'est Jean IV seigneur de Carrouges, qui est probablement à l'origine du château reconstruit dans la vallée au milieu des étangs et dont il subsiste le donjon. Il s'agit d'une grosse tour-résidence quadrangulaire caractéristique de la fin du XIVe siècle, reconnaissable à sa couronne de mâchicoulis sur consoles, englobé aujourd'hui dans l'aile nord-ouest.
Jean était chambellan du comte Pierre II d'Alençon et devint chevalier d'honneur du roi Charles VI[réf. nécessaire] à la suite d'un duel judiciaire où il avait mis en jeu sa vie pour sauver son honneur et celui de son épouse Marguerite de Thibouville, laquelle avait été violée pendant son absence. Lui et ses hoirs se tiendront aux côtés des rois de France pendant la durée de la guerre de Cent Ans. En 1424, Robert de Carrouges se voit confisquer ses biens par le roi d'Angleterre. La lignée masculine des Carrouges s'éteint au XVe siècle, le château passe alors à la famille de Cagny puis à celle des Blosset.
C'est Jean Blosset, grand sénéchal de Normandie, bailli de Rouen et conseiller de Louis XI, roi de 1461 à 1483, qui ajouta aux éléments d'origine une aile complète, l'aile nord-est appelée « aile des Blosset ». Louis XI dort au château le 11 août 1473. En 1480, Jean Blosset fait édifier, sur les prières de son épouse Marguerite de Derval, une chapelle qu'elle voulut placer sous le vocable de Notre-Dame-de-Bon-Confort et qu'il transformera en chanoinerie. Cette collégiale, abrite maintenant le siège du parc naturel régional Normandie-Maine.
Blosset n'ayant pas eu d'héritier, il lègue de son vivant Carrouges à sa nièce Marie Blosset qui transmet le domaine à l'un de ses fils, Jean Le Veneur, lequel ornera l'édifice d'un châtelet de style Louis XII (pavillon du cardinal Jean Le Veneur). C'est au XVIe siècle que les Le Veneur de Tillières prirent possession du domaine. Cette noble famille Le Veneur occupera, aussi bien sous la Monarchie et l'Empire que sous les Républiques, de très hautes fonctions et charges, même épiscopales.

### La famille Le Veneur de Tillières (sur-Avre)
Au début du XVIe siècle, Jean Le Veneur, évêque-comte de Lisieux (fils de Philippe Le Veneur, baron de Tillières, et de Marie Blosset), est le bâtisseur du pavillon d'entrée (châtelet) de style Louis XII. Proche de François Ier, il siège à son conseil. Il devient grand aumônier de France en 1525 et est fait abbé (commendataire) du Mont-Saint-Michel. Il devient cardinal en 1533. Depuis un an déjà il tente de convaincre son roi d'envoyer le navigateur malouin Jacques Cartier (parent d'un moine du Mont-Saint-Michel) à la découverte d'une nouvelle route vers les Indes et la Chine, et cela « en considération de ses voyages en Brésil et en Terre-Neuve ». À la demande du monarque français, peu intéressé à vrai dire, il intercède auprès du pape Clément VII afin qu'il revienne sur le partage des Amériques qui a été convenu par le traité de Tordesillas entre Espagnols et Portugais, et qu'une bulle de Jules II a entériné en 1506. Pour cela, il pousse l'audace jusqu'à faire dire à François Ier : « Je voudrais bien voir la clause du testament d'Adam [et Ève] qui m'exclut du partage du monde. » Ayant obtenu gain de cause auprès du souverain pontife, Jean Le Veneur participe même au financement de l'expédition qui aboutira un an plus tard, en 1534, à la prise de possession de la Nouvelle-France (qui s'étendra sur la plus grande partie de l'Amérique du Nord, du Canada jusqu'à la Louisiane) par Jacques Cartier. Cette prise de possession se concrétisera par l'érection à Gaspé d'une croix surmontée d'un drapeau à trois fleurs de lys marqué d'un « Vive le Roi » (et depuis 1984 d'une plaque au Mont-Saint-Michel), mais ne sera guère suivie d'effet avant les expéditions de Samuel de Champlain (lequel a fondé la ville de Québec en 1608), dont Jean Le Veneur n'aura jamais connaissance, étant mort en 1543.
Au XVIIe siècle, Tanneguy II Le Veneur, comte de Tillières, est dépêché en Angleterre pour négocier le mariage d'Henriette de France, sœur de Louis XIII, avec le futur roi Charles Ier. Tanneguy II vécut sur ses terres de Tillières et laissa Carrouges à son frère Jacques, abbé de Silly. En 1637, Jacques Le Veneur de Tillières se démit de son abbaye pour se consacrer entièrement à Carrouges. Il fit aménager et décorer le château et le parc à partir de plans et dessins de Maurice Gabriel, architecte à Argentan. Mais la famille s'insère également dans la vie locale en favorisant la prospérité des maîtres de forges. Le château accueillera la reine Catherine de Médicis et ses jeunes enfants François II, Charles IX et Henri III, en chemin vers le Mont-Saint-Michel.
À la fin du XVIIIe siècle, Alexis Le Veneur, vicomte de Tillières, est militaire et partisan des idées progressistes. Époux d'Henriette de Verdelin (1757-1834), fille de la marquise de Verdelin (1728-1810) qui est une correspondante et une protectrice de Jean-Jacques Rousseau, il prend position pour l'abandon des privilèges avant la Révolution et participe à plusieurs campagnes militaires qui lui valent le grade de lieutenant général puis de général de division. Il est élu maire de Carrouges et administrateur du département de l'Orne, puis 1er président du Conseil général de l'Orne et enfin député de l'Orne au Corps Législatif. Il est fait comte d'Empire avec majorat par Napoléon Bonaparte. Il meurt en 1833 à l'âge de 86 ans.
Vestige des réceptions du général au château
Un luxueux « surtout » ou « garniture de table » d'époque Empire, formé d'un plateau ovale en quatre parties à fond de glace, galerie feuillagée et pattes de lion couplées (autres exemplaires du modèle au château de Coppet et à l'hôtel de préfecture des Deux-Sèvres), portant une suite de cinq coupes de présentation en bronze doré et cristal taillé, a figuré dans une vente aux enchères publiques à Paris le 4 décembre 1998 (ensemble reprod. dans La Gazette Drouot).
Le château sera resté cinq siècles propriété de la famille Le Veneur, très exactement jusqu'au 23 avril 1936, date à laquelle Marie Gaston Tanneguy IX, comte Le Veneur de Tillières, n'ayant pas de descendance mâle et subissant le déclin de l'économie rurale de cet entre-deux-guerres, se verra contraint de céder le château à l'État qui, dès 1927 l'avait classé parmi les monuments historiques, et ce pour la modique somme de 200 000 francs.

### Propriété de l'État

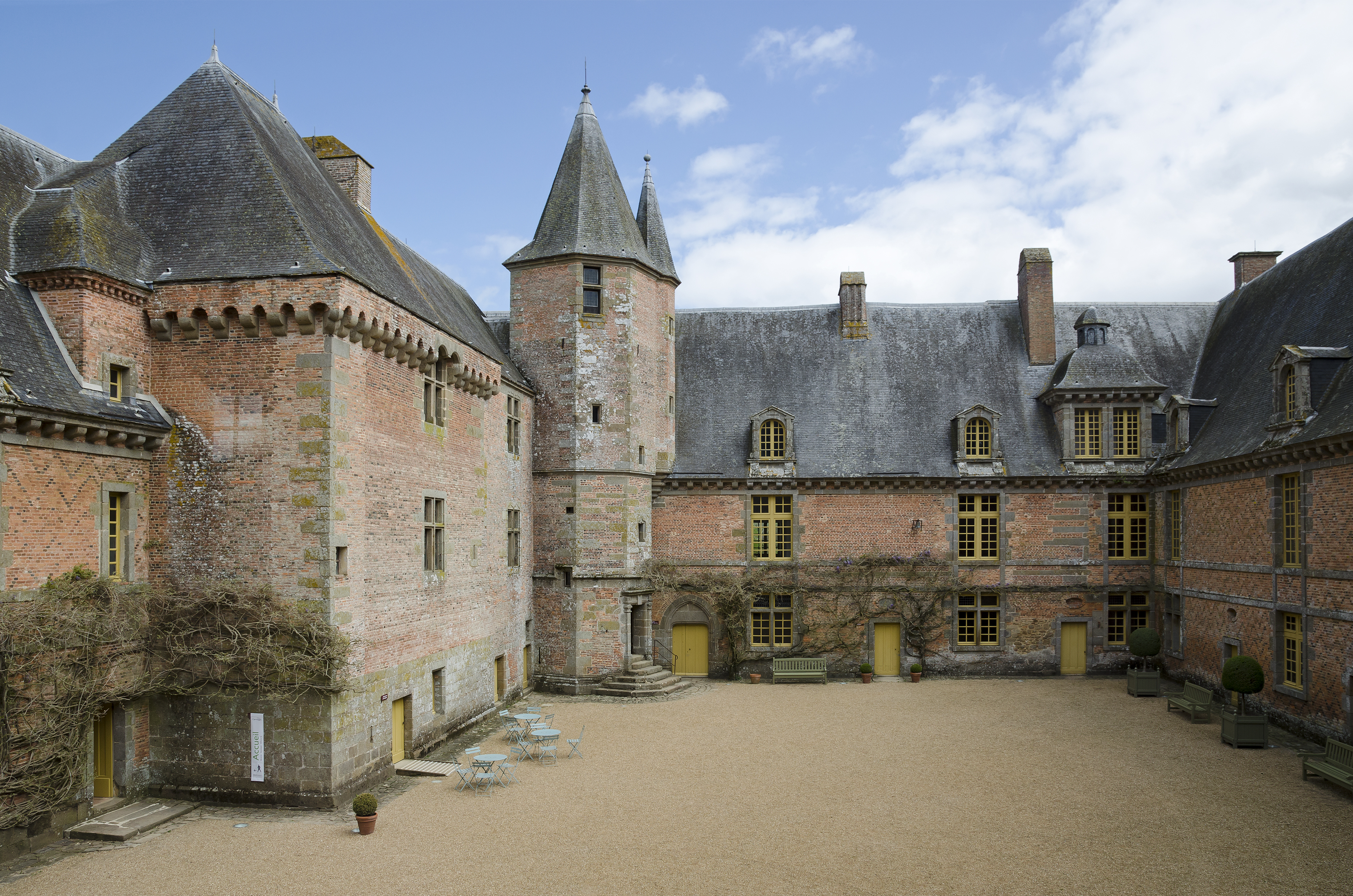
La cour intérieure du château.

À partir de 1939, le château est utilisé par l'État comme dépôt pour le contenu de plusieurs musées, jugés menacés par les hostilités de ce qui sera la Seconde Guerre mondiale.
Il reçoit notamment le contenu des musées de Rouen, de celui de Beauvais, quelques objets provenant du château d'Harcourt, à Thury-Harcourt. Ce dépôt prend fin en 1944.
Pendant la bataille de Normandie, la toiture du châtelet d'entrée est soufflée par l'explosion d'un véhicule militaire.
Aujourd'hui, le château de Carrouges est ouvert à la visite du public et sert de cadre à différentes manifestations culturelles.

## Description
Le château de Carrouges se présente sous la forme d'un vaste quadrilatère irrégulier de bâtiments en briques rouges, schistes et granits, flanqué de tours et ceint de larges fossés et dont les parties les plus anciennes sont le donjon et une aile du logis.

### Extérieurs

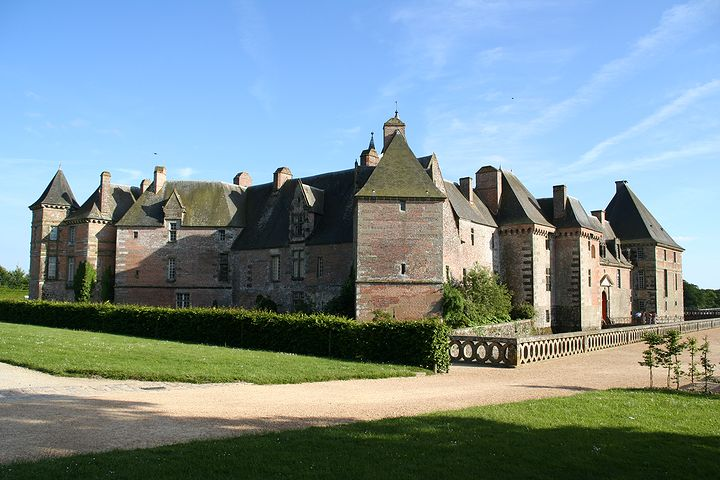
Le château de Carrouges.

#### Le châtelet

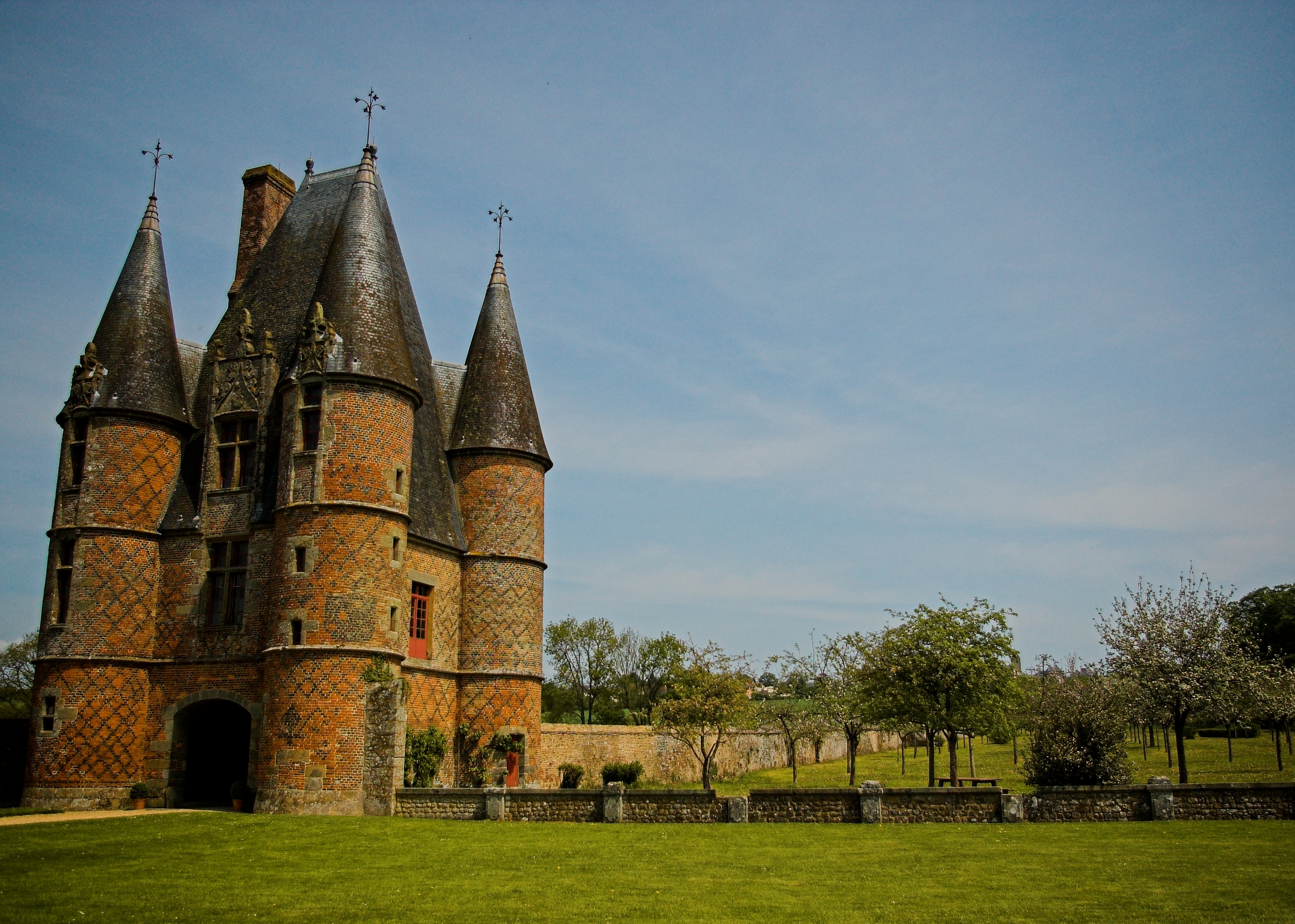
Le châtelet d'entrée.

Le châtelet d'entrée, cantonné de quatre tourelles circulaires, date du XVIe siècle et fut probablement construit par Jean Le Veneur. C'est un pavillon à deux étages. Sa construction associe des briques rouges et noires. Son style Louis XII est caractéristique de cette période de transition entre le Gothique et la Renaissance. Il est gothique par la composition de son décor, par les pinacles ou la présence de crochets sur les gâbles triangulaires ; il est Renaissance par le traitement de ces éléments.

#### La chanoinerie
La chanoinerie a été fondée en 1480 par Jean Blosset, grand sénéchal de Normandie, bailli de Rouen, conseiller et chambellan de Louis XI avec son épouse Marguerite de Derval.
Elle est, de nos jours, le siège de l'équipe d'animation du parc naturel régional Normandie-Maine.

#### Le logis seigneurial
De forme rectangulaire, entouré de douves en eaux vives, le château entoure une cour d'honneur. Au sud-ouest, il donne sur une terrasse que délimite une grille en fer forgé. Bien que possédant des éléments datant des XVe et XVIe siècles, l'architecture générale relève plutôt des styles Henri IV et Louis XIII. La façade est en briques rouges et en granit, les toits sont en ardoises bleues.

##### Un château en briques
Flanqué de deux pavillons d'angle carrés, le château possède également un donjon du XIVe siècle à deux étages couronné de mâchicoulis.
Le château de Carrouges a donc la particularité d'être construit en briques. C'est un matériau dont la fabrication est maîtrisée depuis l'Antiquité. Oubliée durant le Moyen Âge, la construction en briques connut un renouveau important au cours de la Renaissance, notamment dans la moitié nord de la France.
Phénomène de mode mais aussi opportunisme, le choix de la brique pour la construction du château est, en effet, retenu dès le début des travaux, c'est-à-dire avant la Renaissance, au XIVe siècle. Elle est due à la présence, sur place, d'argile en abondance. Le granit, présent également dans la construction du château, est plus rare. Il devait venir de carrières situées à une dizaine de kilomètres.
La fabrication de la brique est manuelle. Les conditions de cuisson et de température permettent d'obtenir des teintes différentes allant du rose au noir profond. Au-delà d'être un matériau de construction économique et simple d'utilisation, durant la Renaissance, la brique, par ses teintes et ses formes, devint en plus un élément décoratif. À Carrouges, les architectes ont tiré parti d'une alternance de briques roses et noires pour animer les façades. De même, ils ont joué avec la largeur ou la longueur des briques pour créer d'élégants motifs.

##### Le donjon
C'est l'élément bâti le plus ancien du château. Il occupe le centre de l'aile nord-ouest. Il est construit, comme le reste du logis, en briques y compris le couronnement de mâchicoulis à arcs sur corbeaux de granit, sur un soubassement de granit.
Le donjon est de forme carrée. Un corps de logis de même forme est accolé sur son angle ouest. La tour est composée de trois niveaux sans compter les combles. Une entrée, au rez-de-chaussée, débouche sur la salle commune où l'on faisait la cuisine et sur un couloir qui permettait de gagner une chambre de tir. Le premier étage devait accueillir une salle qui pouvait servir de chambre. Elle était reliée à une garde-robe installée dans la tour ouest qui était équipée de latrines. Au XIXe siècle, la chambre a été transformée pour en faciliter le chauffage, en appartements. Le même aménagement a été réalisé au deuxième étage.

##### L'aile Blosset
C'est un corps de logis rectangulaire complété, sur les angles nord et est, par deux étroits pavillons implantés de biais. À l'angle, la « tour du Chartier », de forme hexagonale, abrite un escalier qui dessert les étages. La tour est coiffée d'une chambre haute accessible uniquement par une petite tourelle logée contre elle.

##### Les deux autres ailes
L'aile sud-ouest dite « l'aile de la galerie » et l'aile sud-est dite « l'aile des grands appartements » sont construites au cours du dernier quart du XVIe siècle. Les deux escaliers monumentaux sont achevés en 1579. L'architecte qui a construit ces ailes, peut-être François Gabriel, a su unir les éléments si disparates du château pour les unifier et donner l'impression que le château a été construit en une seule fois. Le style est caractérisé par sa sobriété et sa rigueur. Ainsi, un même bandeau de granit légèrement saillant souligne chaque niveau et délimite les travées des fenêtres. De même, le décor de losange ou de chevrons de briques noires, la corniche à modillons, les lucarnes toutes identiques ont pour fonction d'homogénéiser une construction qui a duré plusieurs siècles.

### Intérieurs
Le rez-de-chaussée est composé par les communs et les services, tandis que le premier étage abrite les pièces d'apparat.

#### Le rez-de-chaussée

##### Les cuisines
Elles ont été utilisées de la fin du XVIIIe siècle à 1936. Elles sont constituées d'une grande pièce principale que prolongent une arrière-cuisine et un petit réduit. Au cours du XIXe siècle, les piédroits de la cheminée ancienne ont été mutilés pour permettre l'installation d'une cuisinière. Les cuisines conservent une belle collection de cuivres et d'objets domestiques.
Les cuisines comptaient au XIXe siècle d'autres pièces : une serre à fruit, un garde-manger avec son billot et son crochet à viande, une boulangerie et son magasin à farine, un poulailler avec ses cages à volailles et plusieurs caveaux.

##### La salle des gardes
Elle est située juste à côté de la cuisine avec laquelle elle communique. Les deux tiers de la salle étaient occupés par la salle à manger du personnel. À la fin du XIXe siècle, au moins vingt personnes étaient quotidiennement en service au château.

#### Le premier étage
Les appartements présentent un décor allant du style Renaissance au style classique.

##### La chambreLouisXI
C'est la première pièce des appartements du 1er étage. Les circulations ont été modifiées au XIXe siècle par la construction d'une cloison, du côté de la cour. Les trois pièces étaient, autrefois, disposées en enfilade. On passait d'une pièce à une autre par de petites portes situées du côté des douves. Elles sont encore visibles. Ces pièces firent l'objet d'une mise au goût du jour au milieu du XVIIe siècle par Jacques Le Veneur, abbé de Silly. Les travaux ont été réalisés sous la conduite de l'architecte Maurice Gabriel.
La chambre Louis XI évoque le passage du roi Louis XI, le 14 août 1473, lors de son pèlerinage au Mont Saint-Michel. La chambre montre un décor de boiserie qui a été mis en place au milieu du XVIIe siècle. La cheminée date du XVe siècle, l'ameublement (tables, tabourets et chaises) du XVIIe siècle. Le lit à baldaquin est à pentes (les pentes sont les rideaux qui entourent le lit). Ces dernières sont composées de bandes de velours et d'une imitation de tapisserie en point de Hongrie. La pièce possède un parquet à panneaux dit « en échelle ».
Au temps des Blosset, aux XVe et XVIe siècles, cette pièce, située à côté de la salle centrale du logis seigneurial du XVe siècle (devenue depuis le salon nord), était une chambre dite de « parement », c'est-à-dire une pièce plus intime où le seigneur pouvait accueillir ses hôtes de marque.

##### Le salon nord
Le salon occupe le centre de l'aile des Blosset. La petite porte, l'imposante cheminée et l'ouverture en accolade qui donnait accès à la chapelle détruite à la fin du XVIIIe siècle sont des témoignages du château du XVe siècle.
La création du corridor au XIXe siècle et la pose d'une cloison à l'opposé du foyer (pour permettre l'aménagement d'une garde-robe lorsque la pièce a été transformée en chambre) ont provoqué une réduction de son espace.
Le mobilier est du XVIIIe siècle. Il faut, notamment, y admirer la belle et originale toilette-table à écrire dite « à dessus brisé ». Le sol est couvert d'un pavement en terre cuite.
Au temps des Blosset, cette pièce était la salle publique de l'étage desservi par l'escalier à vis de la « tour du Chartrier ». Elle servait de vestibule à la chapelle, d'antichambre, ou de salle à manger.

##### L'antichambre d'honneur
L'antichambre est située à la limite de la construction du XVe siècle. La pièce est caractéristique de l'histoire du château. La cheminée qui date du XVe siècle a été réaménagée dans les siècles qui ont suivi pour s'adapter à la mode du temps. Sur sa hotte est peinte une scène de chasse au vol. Cette peinture date du XVIe siècle. Au XVIIe siècle, le plafond a été couvert par des toiles peintes, dont deux morceaux sont exposés dans le corridor, et de motifs sculptés encore en place sur les poutres. Le décor est dû à l'architecte à l'origine d'une dynastie renommée : Maurice Gabriel.
La tapisserie, qui représente Jacob au puits, fait partie d'un ensemble de trois éléments acquis par l'État en 1986. Le mobilier (coffre, sièges, armoire et table) est d'époque Renaissance et du XVIIe siècle. Le sol est en pavés de terre cuite hexagonaux. La plaque de cheminée date de 1742 et rappelle que la famille Le Veneur était propriétaire de forges.
Au temps des Blosset, tout comme pour la chambre Louis XI, cette pièce était une « chambre de parement » destinée à l'accueil des familiers et des hôtes de marque du seigneur. Elle était, alors, prolongée d'une « chambre de retrait », c'est-à-dire d'une pièce dont l'usage était surtout privatif. Cette pièce était reliée à une garde-robe équipée de latrines.
Cette hiérarchie des espaces, du public vers le privé, est caractéristique des grands logis aristocratiques et perdurera dans le temps puisqu'on la retrouvera au château de Versailles.

##### L'escalier est
À jour central sur un plan carré, il dessert les grands appartements tout en assurant la jonction entre le logis du XVe siècle et les deux autres ailes classiques qui constituent le château. Construit par l'architecte François Gabriel, il a conservé un enduit peint en fausse-coupe de briques. Les retombées des voûtes qui portent les marches et les épais garde-corps sont soutenus à chaque niveau par un unique pilier en granit. Les larges mains courantes sont taillées aussi dans ce même matériau.
L'escalier est réservé à la distribution des appartements privés des Le Veneur, contrairement à l'escalier d'honneur qui desservait les espaces publics du château.
Aux XVIIIe et XIXe siècles, il permettait aux domestiques d'apporter les plats de la cuisine à la salle à manger.

##### La salle à manger
La salle à manger a été aménagée au XVIIIe siècle. Jusqu'en 1787, aucune pièce du château ne remplissait cette fonction. La table était dressée selon les besoins dans l'une ou l'autre pièce du logis seigneurial. Une porte-fenêtre et une passerelle permettaient l'accès direct aux jardins. La cheminée encadrée de deux piédroits de granit poli, coiffés de chapiteaux corinthiens, date du XVIe siècle. Elle allie le marbre du Maine, le granit poli et le calcaire. Le mobilier se compose de bas de buffets Louis XIV et de sièges Restauration. Le sol est en pavement de terre cuite. Sur les murs, des portraits de la famille Le Veneur sont accrochés.

##### Le salon d'été
Il est dépourvu de cheminées. C'est la plus petite pièce de l'étage. Sa clarté lui donne un caractère intime. Le salon a été restauré en 1993 avec un papier peint à grand décor d'arabesques de style Louis XVI, et des tissus imprimés à la main. Les meubles sont de la même époque. Sur les murs sont accrochés des tableaux dont des portraits de la famille Le Veneur réalisés au pastel. Le parquet est dit « en pointe de Hongrie ».

##### Le salon des portraits
Le salon des portraits célèbre quatorze générations de la famille Le Veneur dans une présentation moderne réalisée en 1950. La cheminée est en granit avec un décor polychrome du XVIIe siècle. Le parquet du type « pointe de Hongrie » est fixé par des clous provenant des forges des seigneurs de Carrouges. Cette pièce a longtemps été une chambre d'apparat.

##### Le grand salon
Le grand salon occupe une partie du pavillon d'angle. Cette pièce aux vastes proportions a été créée au XIXe siècle par la réunion de deux anciens salons, comme l'attestent les deux types de parquets et les lambris. C'est une pièce très lumineuse, grâce à ses ouvertures sur trois côtés et à la tonalité jaune paille des lambris et des petits panneaux. Ces boiseries datent de la fin du XVIIe et du début du XVIIIe siècle.
Le salon est flanqué de trois petits cabinets de travail situés dans le décrochement du pavillon Sud. Ces pièces, privées, sont propices à la lecture, l'écriture, la réflexion. Le mobilier qui garnit le salon va du style Louis XIII au style Louis XV. Les fauteuils sont de style Régence.

##### L'escalier d'honneur
L'escalier d'honneur dessert le grand salon comme les autres pièces d'apparat. Il date de la fin du XVIe siècle. C'est une construction entièrement en briques qui se développe autour d'une cage carrée aux voûtes rampantes. Il repose sur quatre piles disposées en carré. À l'origine, il était enduit et peint en fausse coupe de briques, de même que l'ensemble des parements. Mais, victime du goût des années d'après-guerre pour la « vérité » du matériau, il a été dépecé lors des travaux de restauration menés au cours des années 1960, faisant ainsi disparaitre son épiderme originel.

##### La salle des fêtes
C'est la plus grande salle du château. Elle mesure 20 mètres de long sur 7 mètres de large. Elle occupe toute l'aile de le galerie, entre le bastion ouest et le pavillon sud, sur deux niveaux. La salle des fêtes était destinée à accueillir des opéras, des comédies, des drames. Elle a été construite par le général Le Veneur, à la fin du XVIIIe siècle. Le plafond, constitué de lambris de châtaignier posés directement sur les éléments de la charpente, en anse de panier, est une réalisation moderne qui date de 1980.

## Jardins
Le parc est un espace clos d'une dizaine d'hectares. On ignore à quel moment ont eu lieu les importants travaux de terrassement qui ont permis l'aménagement de cet espace. À l'origine, au Moyen Âge, le château était cerné de marécages, système naturel défensif contre les sièges (impossibilité d'utiliser des tours de siège, sapes inenvisageables) et les épidémies.
À ce jour, les historiens n'ont trouvé aucun document dans les archives qui aurait pu renseigner sur l'état de l'environnement immédiat du château lors de sa reconstruction au XVIe siècle.
Au milieu du XVIIe siècle, le parc est compartimenté en jardins, séparés les uns des autres par des ouvrages en ferronnerie. Des grilles fixes et plusieurs portes en fer forgé ainsi que des garde-corps séparent encore de nos jours les différentes parties du parc. Ce sont des témoins de grande qualité du savoir-faire des maîtres férons. Ces réalisations sont issues des forges de Carrouges.
Le parc a commencé d'être restauré à partir de 1950. L'entretien était quasi inexistant depuis la fin du XIXe siècle.
Le parc est ainsi, de nos jours, divisé en :
- un jardin à la française, partiellement rétabli en 1997, est constitué :
  - d'un parterre de « pièces coupées » à l'anglaise, au devant de la façade est, longé au nord et au sud de deux étroit couloirs de charmille axés chacun sur un pavillon de treillage en fer forgé, couloirs auquel le dérasement actuel à hauteur d'appui des deux haies interne, fait perdre tout son sens ;
  - d'un parterre de compartiments autrefois refermé sur la promenade par une quatrième balustrade.
- un jardin dit de l'oisellerie. Il date du XVIIIe siècle. Son plan a été dessiné en 1711. On y cultive, aujourd'hui, les fleurs à bouquets qui parent les salons du château. En 1999 et 2001, deux volières y ont été reconstruites ;
- un verger. Ce conservatoire de pommiers, qui date de 1988, a été constitué par le parc naturel régional Normandie-Maine ;
- des bosquets ;
- une terrasse avec sa roseraie ;
- une prairie. Elle couvre l'emplacement de l'ancien marais transformé en lac d'agrément. Il a été asséché au XIXe siècle pour laisser la place à une vaste prairie destinée à l'élevage de bovins. On distingue, encore, l'île d'Amour couverte d'un petit bosquet.

La terrasse en terre-plein, le jardin, sa clôture, son mur de clôture et le parc sont inscrits au pré-inventaire des jardins remarquables. Ils font partie du classement aux monuments historiques du 6 décembre 1927.

## Histoires et légendes rattachées au château de Carrouges
Une légende raconte qu'une comtesse de Carrouges surprit son époux dans les bras d'une autre femme. Surprise et furieuse, elle poignarda la malheureuse qui succomba à ses blessures. Cette dernière, qui était une fée, maudit la famille de Carrouges avant de mourir. C'est ainsi que, le lendemain du meurtre, le comte était découvert assassiné à son tour. À cette nouvelle, une tache rouge apparut sur le front de la comtesse qui, quelques mois plus tard, accoucha d'un fils lui-même marqué de cette tache au front. Elle lui donna le nom de Charles (ou Karl-le-Rouge). Et c'est de là que viendrait le nom Carrouges.

### La légende de la fée de Carrouges
Cette histoire donna lieu à moult dits, odes ou déclamations de ménestrels et forma la légende de la fée de Carrouges qu'aimaient à raconter au cours des banquets et des tournois les seigneurs du comté, tels Jean II, « le gentil duc de Jeanne d'Arc » dont l'historiographe était le mari d'une dame de Carrouges.
Le comte Ralph, seigneur de Carrouges, était un beau et valeureux chevalier chargé de défendre le duché de Normandie contre les invasions éventuelles des Angevins ou des seigneurs du Maine, ses voisins, via le poste frontalier qu'était son château fort. Il avait épousé la fille d'un seigneur voisin, la comtesse Louise de La Motte-Fouquet, fort jolie du reste et parée de toutes les qualités du cœur et de l'esprit. Et après huit ans de mariage, une seule chose ternissait leur bonheur : « elle ne lui avait point encore donné d'enfant ».
Aussi, quelle ne fut pas la joie de Ralph à l'annonce de la grossesse de son épouse ! Il décida sur-le-champ de convier tous les seigneurs voisins et ses amis chevaliers à venir festoyer quelques jours au château pour marquer l'événement.
Au programme, chasses sur ses terres, détentes et ripailles, jeux, jongleries et ménestrandie. Le dernier jour, le comte décida d'une grande chasse au gros gibier qui durerait jusqu'au soir. Dès l'aube, les veneurs, cors en bandoulière, avaient découplé les chiens. Ceux-ci flairèrent rapidement une piste et levèrent un dix-cors rusé et agile : le genre de cerf qui met à l'épreuve la résistance et l'habileté des chasseurs. Au bout du jour, ces derniers, épuisés, abandonnèrent les uns après les autres la poursuite afin de ne pas rater l'ultime banquet.
Seul le comte Ralph, obstiné et fier, ne s'avouait pas vaincu et poursuivit le dix-cors qui l'entraîna aux confins de la forêt de la Motte. Il finit par se retrouver au fond d'une vallée sauvage et fraîche où coulait une petite rivière que le comte suivit et qui le conduisit au milieu d'une clairière plantée de grands arbres en quinconce autour d'une petite chapelle.
Il faisait se désaltérer son destrier à l'eau de la fontaine qui murmurait juste derrière l'édifice quand il perçut des bruits sous les feuillages. Promptement il enfourcha sa monture : il le rapporterait coûte que coûte, son dix-cors, en l'honneur de son futur héritier ! Il était déjà venu à bout d'ennemis bien plus redoutables ! Le cerf remonta le cours du ruisseau et s'enfonça au creux de gorges dont les berges se révélaient difficilement praticables. Des blocs éboulés, venant des escarpements rocheux où semblaient se lover des grottes, rendant le terrain trop pénible aux sabots de son cheval, Ralph mit pied à terre tout en s'extasiant sur la splendeur sauvage de ce coin de forêt que son épouse avait négligé de lui faire découvrir. Il songeait à lui en faire la remarque quand un murmure cristallin attira son attention. Il remarqua des nuées légères s'élevant au milieu d'un bassin de fortune et distingua une ravissante créature qui se baignait en chantant et dansant joliment dans les vapeurs chaudes. C'était un enchantement de la voir ainsi onduler avec souplesse et grâce, et le comte en fut charmé. Aussi, quand la déesse des eaux l'aperçut et l'invita à venir la rejoindre, sans hésitation Ralph se laissa entraîner, ravi, dans le tourbillon des eaux.
Quand Ralph revint au château, une frange dorée à l'Orient annonçait le lever du soleil. Il expliqua à son épouse en pleurs qu'il avait dû passer la nuit dans la chaumière d'un bûcheron après s'être égaré en suivant son cerf. Seulement, le soir venu, il courait déjà rejoindre en secret l'enchanteresse. Pendant un temps il put s'échapper sans que nul n'en sache rien, mais une nuit Louise fut prise de douleurs et pria ses servantes d'aller quérir son mari et l'on découvrit sa couche vide. Intriguée et inquiète, le soir suivant la comtesse fit le guet et constata les escapades nocturnes de son époux. Elle résolut de le suivre et découvrit son infortune.
La jalousie l'envahit aussitôt mais elle attendit que la nymphe se retrouve seule pour jaillir et la poignarder en plein cœur. Sa rivale émit un long gémissement tout en la maudissant et s'écroula dans la fontaine avant de disparaître dans les nuées blafardes.
Satisfaite, la châtelaine regagna promptement sa demeure pour y apprendre avec stupeur que son époux venait d'être découvert sans vie dans sa chambre, une fine blessure à la poitrine. Louise fut au désespoir. Des fièvres ardentes, au cours desquelles elle prétendait qu'une tache rouge l'aveuglait, troublèrent son sommeil et au matin elle accoucha d'un fils, beau comme son père, mais avec une tache rouge au milieu du front. C'était la marque de la malédiction. Celle-ci frappa les héritiers de Ralph et de Louise jusqu'à la septième génération. La naissance d'une fille, à qui la tache fut épargnée, mit fin au mauvais sort.
On dit que le nom de Carrouges viendrait de car rouge, « chaire rouge », en souvenir de ces événements. Mais la véritable étymologie du nom de Carrouges serait plutôt « quadrivium », qui signifie carrefour.
La famille de la comtesse de La Motte-Fouquet, convertie à la religion réformée, émigra en Allemagne pour fuir les exactions de la Sainte Ligue pendant les guerres de Religion. Friedrich de La Motte-Fouquet, auteur romantique allemand du XVIIIe siècle, est un descendant de la famille de la comtesse à laquelle il dédia son ode Ondine, du moins l'affirme-t-on.

### Le duel de la dame de Carrouges
Cette histoire figurait sur une fresque de l'abbaye Saint-Étienne de Caen, ainsi que sur une tapisserie du château de Charles IX à Blois, et elle est développée par Mary Cousin dans un ouvrage historique relatant, au fil de son épée, toute la vie de ce valeureux seigneur.
Notre seigneur, Jehan IV de Carrouges, était un preux et vaillant chevalier, à l'image de son père qui avait été honoré de la haute charge de capitaine et vicomte de Bellême sous le règne du roi Jean Le Bon.
Alors qu'il venait d'épouser, en deuxièmes noces, Marguerite de Thibouville, dame de Fontaine la Sorel, il fut appelé à suivre l'amiral Jean de Vienne dans une expédition guerrière en Écosse.
Soucieux de ne point laisser sa jeune épouse isolée dans son château de Carrouges, avant de s'absenter il la conduisit auprès de siens, au château de Fontaine la Sorel, non loin de Brionne, où il la retrouva après une bien pénible campagne. Après s'y être reposé un temps, il passa visiter sa mère au manoir de Capomesnil, situé entre Pont-l'Évêque et Saint-Pierre-sur-Dives, afin qu'elle accueille Marguerite pendant qu'il irait rendre compte de sa mission auprès du jeune roi de France (Charles VI).
Malheureusement, c'est là qu'elle se fit violer le 18 janvier 1386. Malgré les menaces de déshonneur qu'elle encourait en dévoilant les faits, elle accusa toujours l'écuyer Jacques Le Gris, chambellan (au même titre que son époux) du comte Pierre II d'Alençon dont il était de surcroît le favori. Jehan demanda tout de suite réparation de l'outrage au comte qui rejeta l'accusation en ajoutant qu'il répondait de son favori.
En faveur auprès du roi qu'il venait justement de visiter, le seigneur de Carrouges obtint que sa cause soit soumise en dernier appel au Parlement de Paris qui ne réussit point à trancher et accepta la demande de Jean de Carrouges de faire appel au Jugement de Dieu. Il ordonna donc un duel judiciaire qui eut lieu le 29 décembre 1386 à Paris, présidé par le roi Charles VI et sa jeune épouse Isabeau de Bavière.
Selon un rituel très ancien, le duel se fit à cheval d'abord puis à pied ensuite. Bien que blessé, le seigneur de Carrouges réussit à faire choir Le Gris et à le tenir en respect avec son épée « Manus Dei » avant d'exécuter la justice de Dieu avec l'accord du roi. Ainsi, même sans les aveux de l'accusé, la mort reconnaissait en Le Gris le criminel. Pourtant, quelque temps après, un malfaiteur avoua ce viol parmi d'autres crimes. L'infaillibilité du duel judiciaire en fut dès lors fortement entamée.
Jehan de Carrouges continua sa carrière de chevalier au service du roi et trouva la mort en croisade contre les Sarrazins de Bajazet, à la bataille de Nicopolis où il avait suivi son compagnon Jean II Le Meingre dit Boucicaut.
Ses trois fils, Robert, Thomas et Jehan, ne ternirent point l'honneur de la famille. Ils combattirent vaillamment au prix de leur vie contre l'invasion anglaise et, donc, se virent confisquer leur château de Carrouges au profit d'un écuyer du roi Henri V d'Angleterre, « Jean de Montoëre ». C'est Jean Blosset, fils de l'époux de l'héritière de Carrouges, qui recueillera le château après la guerre de Cent Ans.
On raconte également une légende prétendant que le château au XIIIe siècle aurait abrité bon nombre de chevaliers templiers et, par la suite, de l'ordre souverain de Malte, dont quelques membres de la famille De Dienne venus se mettre sous la protection du seigneur des lieux, lors de la grande rafle des Templiers le 13 octobre 1309.

## Protection
Le château, les douves, les terrasse, la porte d'entrée, la colonnade, le parc et jardins avec leurs portes et grilles anciennes sont classés au titre des monuments historiques par arrêté du 6 décembre 1927.